# غريغوري غودريدج
غريغوري رونالد سانت كلير غودريدج (بالإنجليزية: Gregory Ronald St Clair Goodridge)‏ (مواليد 10 يوليو 1971 في بربادوس) لاعب كرة قدم بربادوسي دولي يجيد اللعب في خط الدفاع . يلعب حاليا لصالح نادي بريتونز هيل البربادوسي من سنة 2005 .

## روابط خارجية
- غريغوري غودريدج على موقع قاعدة بيانات كرة القدم.إي يو (الإنجليزية)
- غريغوري غودريدج على موقع ناشيونال فوتبول تيمز (الإنجليزية)
- غريغوري غودريدج على موقع Soccerbase.com (لاعب) (الإنجليزية)
- غريغوري غودريدج على موقع عالم كرة القدم.نت (الإنجليزية)